# لوئیزا مورتز
لوئیزا مورتز (به انگلیسی: Louisa Moritz)؛ زاده ۲۵ سپتامبر ۱۹۴۶ - درگذشته ۳۰ ژانویهٔ ۲۰۱۹ یک بازیگر زن اهل آمریکا بود.

## وکالت
او در دانشگاه آبراهام لینکلن و دانشگاه وودزبری حقوق خواند. به دلیل قراردادهای خود، برنده جایزه حقوق آمریکایی برنکرافت ویتنی شد. همچنین آزمون ورودی کانون وکلا را همان بار نخست قبول شد. در ۲۵ ژوئن ۲۰۱۵ (میلادی) از کانون وکلای ایالتی کالیفرنیا اخراج شد. در اکتبر ۲۰۱۷ (میلادی) به دلیل ناتوانی در بر قراری ارتباط با کانون وکلای ایالتی کالیفرنیا از وکالت محرم شد. او در لس آنجلس گرداننده و سرمایه‌گذار املاک و مستغلات بود.

## آزار جنسی
او از جمله زنانی بود که در نوامبر ۲۰۱۴ ادعا کرد که بیل کازبی در هنگام فیلم‌برداری برنامه امشب در اتاق تعویض لباس استودیو آن برنامه در منهتن نیویورک او را آزار داده است.

## فیلم‌شناسی

### سینما
- مسابقه مرگ ۲۰۰۰ (۱۹۷۴)
- دیوانه از قفس پرید (۱۹۷۵)
- گلوله توپ (۱۹۷۶)
- کوبا (۱۹۷۹)
- اعترافات واقعی (۱۹۸۱)
- آخرین باکره آمریکایی (۱۹۸۲)
- ایندیپندنت (۲۰۰۰)

### تلویزیون
گلچینی از مجموعه‌های تلویزیونی که لوئیزا مورتز در آنها بازی کرده است:
- آیرونساید (۱۹۷۲)
- سالگرد مبارک و خداحافظ (۱۹۷۴)
- کارآگاه راکفورد (۱۹۷۷ و ۱۹۷۸)